# Менелай Александрийский
Менела́й Александри́йский (Μενέλαος ὁ Αλεξανδρεύς, ок. 100 н. э.) — древнегреческий математик и астроном. Время его жизни и деятельности примерно определяется приведёнными в «Альмагесте» Птолемея двумя астрономическими наблюдениями, которые Менелай произвёл в Риме в первом году царствования Траяна, то есть в 98 году н. э..

## Сферика
Главное сочинение Менелая — «Сферика» в трёх книгах. Его греческий оригинал утрачен, и содержание его известно по арабским, а также последующим вторичным латинским и еврейским переводам.
В I книге «Сферики» дается определение сферического треугольника и связанных с ним понятий. В 39 предложениях этой книги речь идёт о свойствах сферических треугольников. В 21 предложении II книги рассматриваются свойства системы параллельных кругов на сфере при пересечении их разными большими кругами — как проходящими через общие полюсы этого семейства, так и наклонными по отношению к этим полюсам. Эта книга опирается на «Сферику» Феодосия.
Книге III предшествуют леммы о составных отношениях, на которых строятся дальнейшие доказательства. Эта книга открывается теоремой о полном четырёхстороннике (известной также как «теорема шести величин» или «теорема о трансверсалях»). Она доказывается сначала для плоского случая, а затем переносится центральным проектированием на сферу. При этом Менелай формулирует её сферический вариант не на языке отношений синусов, как это стали делать впоследствии Ибн Ирак и другие математики стран ислама, но на языке отношений хорд.
Перевод «Сферики» на арабский язык выполнил в начале X века Хунайн ал-Ибади. Перевод этого арабского текста на латынь выполнил в середине XII века Герард Кремонский. Позднее этот же арабский текст переводили и комментировали Франческо Мавролико (1558) и Эдмунд Галлей.

## Другие работы
Менелаем были написаны не дошедшие до нас сочинения «О вычислении хорд» в 6 книгах, «Начала геометрии» в 3 книгах, «Книга о треугольнике», «Книга о заходах знаков зодиака».
Менелай изучал кривые высших порядков. Особенным его вниманием, по словам Паппа, пользовалась одна кривая, которая была названа им «необыкновенной линией» (παραδοξος γραμμή). Какая это была кривая, из слов Паппа, однако же, определить нельзя. По мнению Поля Таннери, она представляла собой кривую, образующуюся при пересечении сферы и кругового цилиндра, радиус которого вдвое меньше радиуса сферы, а образующая проходит через центр. Эта кривая возникает в решении задачи об удвоении куба, принадлежащем Архиту Тарентскому, а из трактата братьев Бану Муса известно, что Менелай занимался этим решением.
Менелаю принадлежала «Книга о подразделении составных тел», посвящённая определению удельных весов тел. Эту книгу цитирует ал-Хазини в своей «Книге весов мудрости».

## Литература

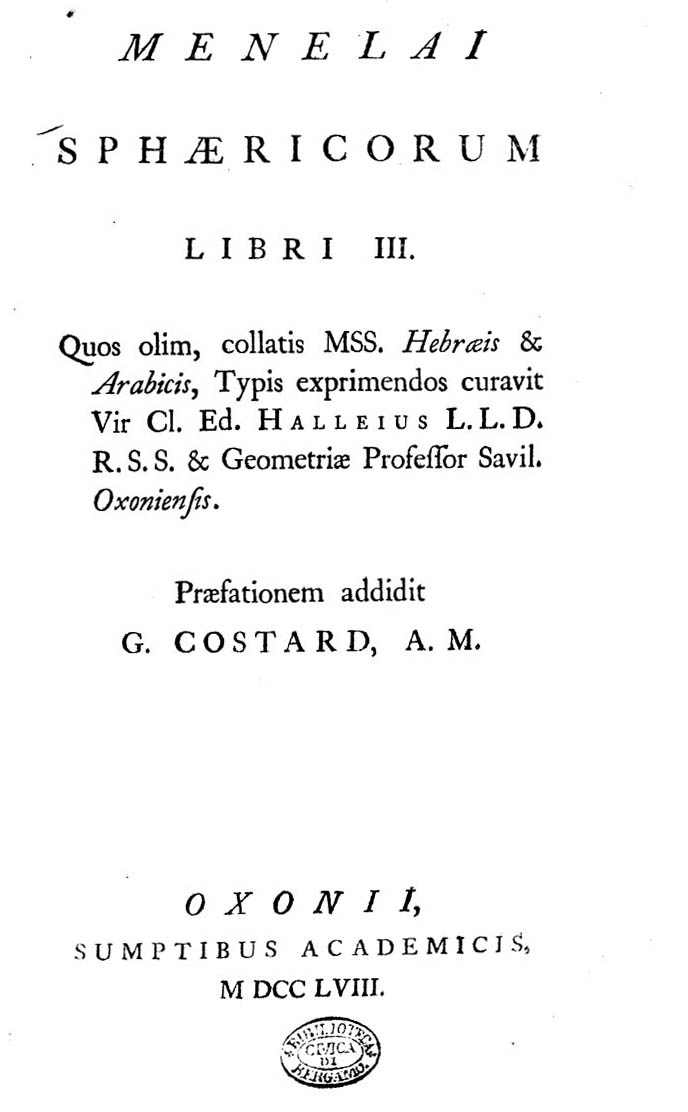
Sphaericorum libri tres